# Can Vall-llobera
Can Vall-llobera és una obra del municipi de Cassà de la Selva (Gironès) inclosa en l'Inventari del Patrimoni Arquitectònic de Catalunya.

## Descripció
Es tracta d'una masia de construcció tradicional, amb murs de pedra i estructurada en tres crugies. Embigats de fusta els dues plantes. Presenta una porta dovellada en l'accés principal. Coberta de teula a dues aigües. La planta inicial era quadrangular i posteriorment, durant els segles XVIII, s'hi afegeixen dependències auxiliars a migdia. Les finestres són de pedra i al primer pis presenten un rapissa de pedra amb motllura. Els forjats del primer pis són de formigó i revoltons ceràmics.

## Història
El mas és utilitzat actualment com una masoveria. L'edifici, que és de finals del s. XVI, conserva en gra part la seva puresa formal inicial. Les successives reformes s'han integrat correctament en el conjunt de la masia.